# CIVETS

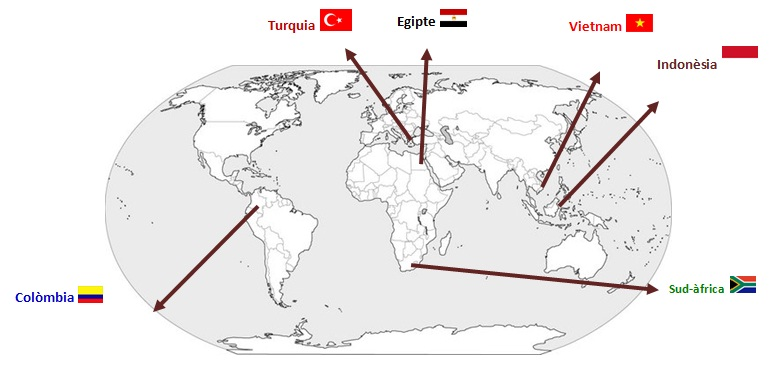
Localització dels països membres.

CIVETS (Colòmbia, Indonèsia, Vietnam, Egipte, Turquia i Sud-àfrica) és l'acrònim donat a les noves economies emergents. El nom va ser mencionat per primer cop per Robert Ward, director de l'Economist Intelligence Unit (EIU) l'any 2009. Aquesta llista és comparable a la dels Propers onze, ideat per Jim O'Neill, de Goldman Sachs.

## Països membres

### Colòmbia

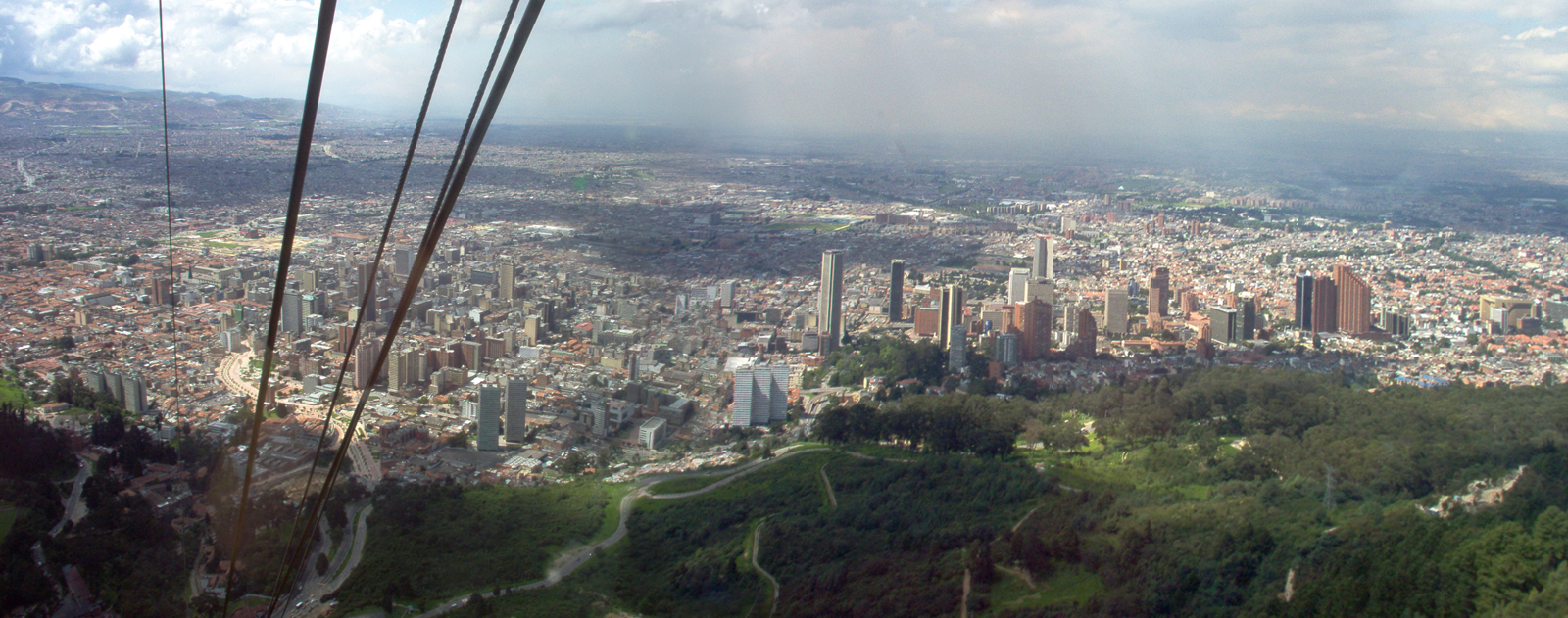
Bogotà capital de Colòmbia.

Bandera de Colòmbia.

Colòmbia lidera aquest acrònim i li beneficia, ja que li treu la imatge de país violent i l'estereotip de narcotràfic que l'acompanya.
Actualment, Colòmbia és un país fiable per invertir, ja que en la crisi de 2008 es trobava en xifres positives de creixement del PIB, quan molts països es trobaven en situació de recessió. La seva creació de polítiques per fer negocis és molt atractiva cap a països estrangers.
Una mostra d'això ens la donen les dades obtingudes del FMI (Fons Monetari Internacional) que diu que el 2011 el creixement colombià va estar per sobre de la mitjana dels països llatinoamericans.
No obstant, els colombians també li observen punts negatius, segons l'economista colombià Jose Antonio Ocampo veu en aquests creixements aspectes positius en el ritme de creixement del PIB i especialment el dinamisme de la inversió, però veu aspectes negatius en què hi ha més augment en les importacions que en les exportacions, que es podria traduir amb un dèficit extern complex si es produeix una caiguda de preus de productes bàsics.

### Indonèsia

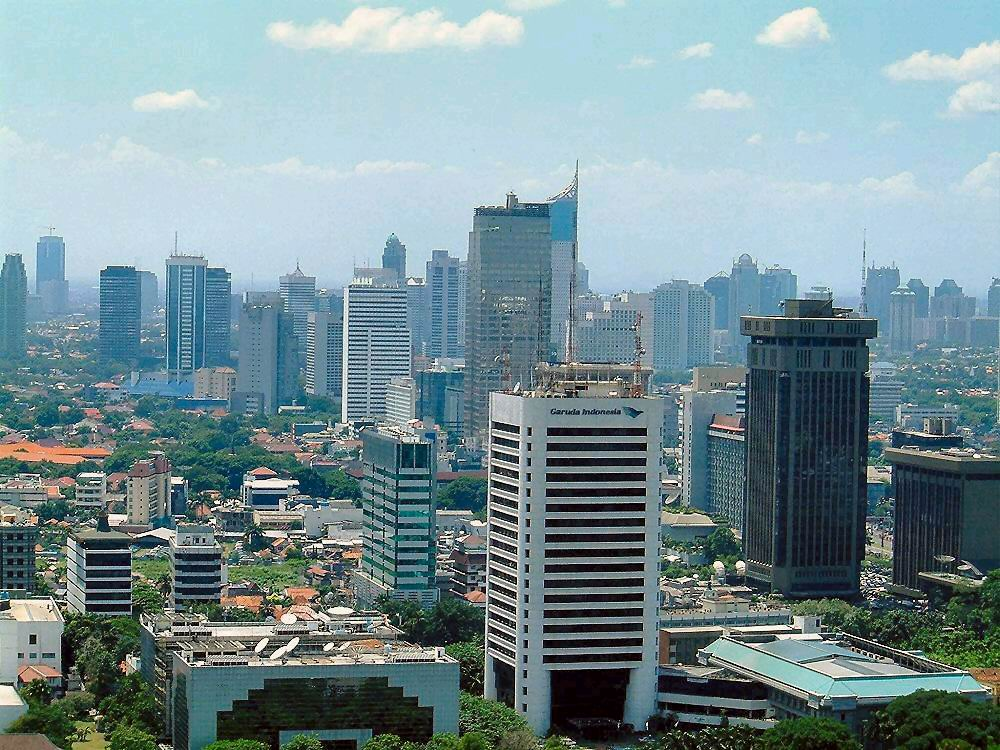
Jakarta capital d'Indonèsia.

Bandera d'Indonèsia.

Considerat el lloc més viable per invertir de les CIVETS. El país aquest ha millorat considerablement després de les primeres eleccions per sufragi directe. Això ha fet canviar el país, augmentant la seguretat per exemple en la gran eficàcia dels policies que ha fet disminuir el terrorisme.
A més, Indonèsia té el tros de territori i població més extens de les CIVETS amb 242,9 milions d'habitants, sent així doncs el quart país amb més població mundial. La seva capital és Jakarta.
Importa principalment de la Xina (19%), el Japó (14%), Unió Europea (9%), Estats Units (8%) (amb ordre de quantitat). Exporta a aquests països però en proporcions diferents a la Xina (13%), Unió Europea (12%), Japó (11%), Unió Europea (10%) La seva moneda és la rúpia indonesa.

### Vietnam

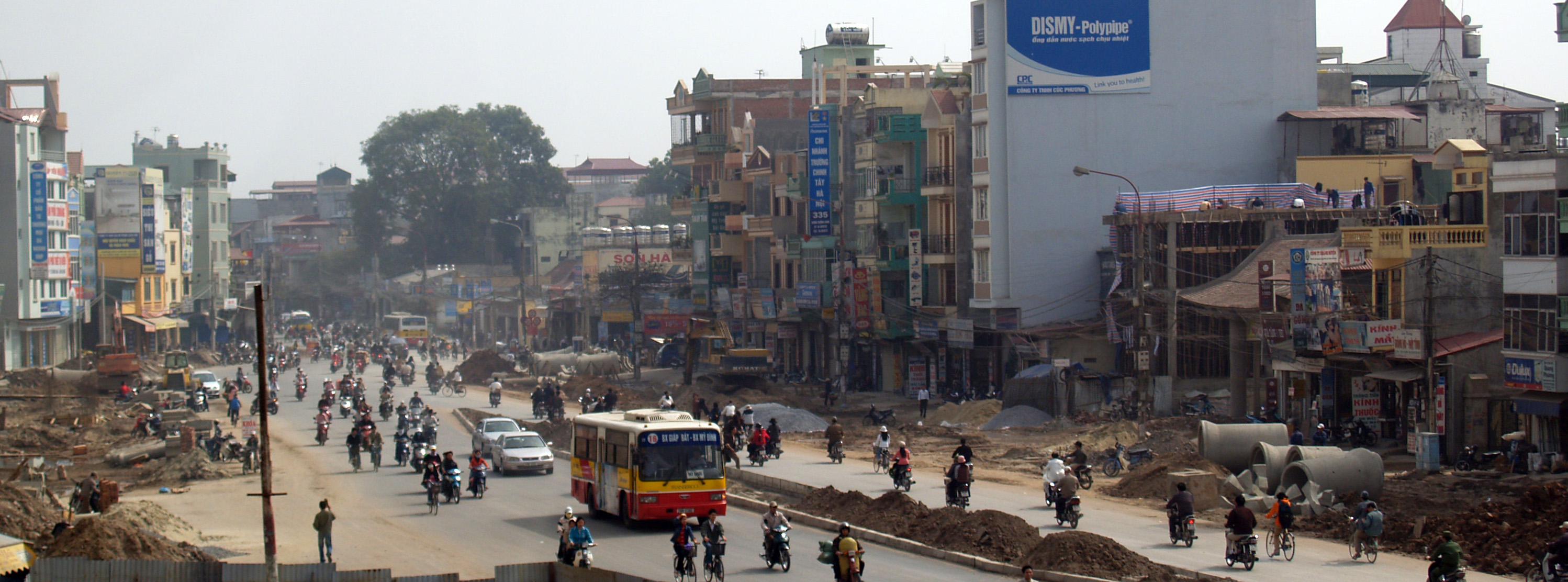
Hanoi capital del Vietnam.

Bandera del Vietnam.

El Vietnam és considerat un dels països amb més èxit en el creixement econòmic, segons el Banc Mundial, a partir de la reforma feta l'any 1986 anomenada Doi Moi (renovació). Actualment, ha aconseguit transformar la seva economia i passar de ser un país que havia d'assegurar la producció agrícola a nivell intern a convertir-se per en un dels principals exportadors de productes bàsics, com el cafè i l'arròs.
Això ha fet un canvi al país, tant en el grau d'industrialització, el creixement del PIB i la reducció de la pobresa. L'índex de pobresa ha caigut que del 2003 al 2008 d'un 58% a un 13%. De mitjana, el seu creixement és d'un 7% anual.
Les seves associacions comercials principals són Estats Units, Xina, Singapur, Japó, Austràlia, Tailàndia, Alemanya, Malàisia, Regne Unit i Hong Kong. Com podem observar, les associacions comercials amb països asiàtics constitueixen una bona part de l'economia de Vietnam, concretament un 80%.
No obstant, és l'economia més petita i pobre dins del grup dels CIVETS.

### Egipte

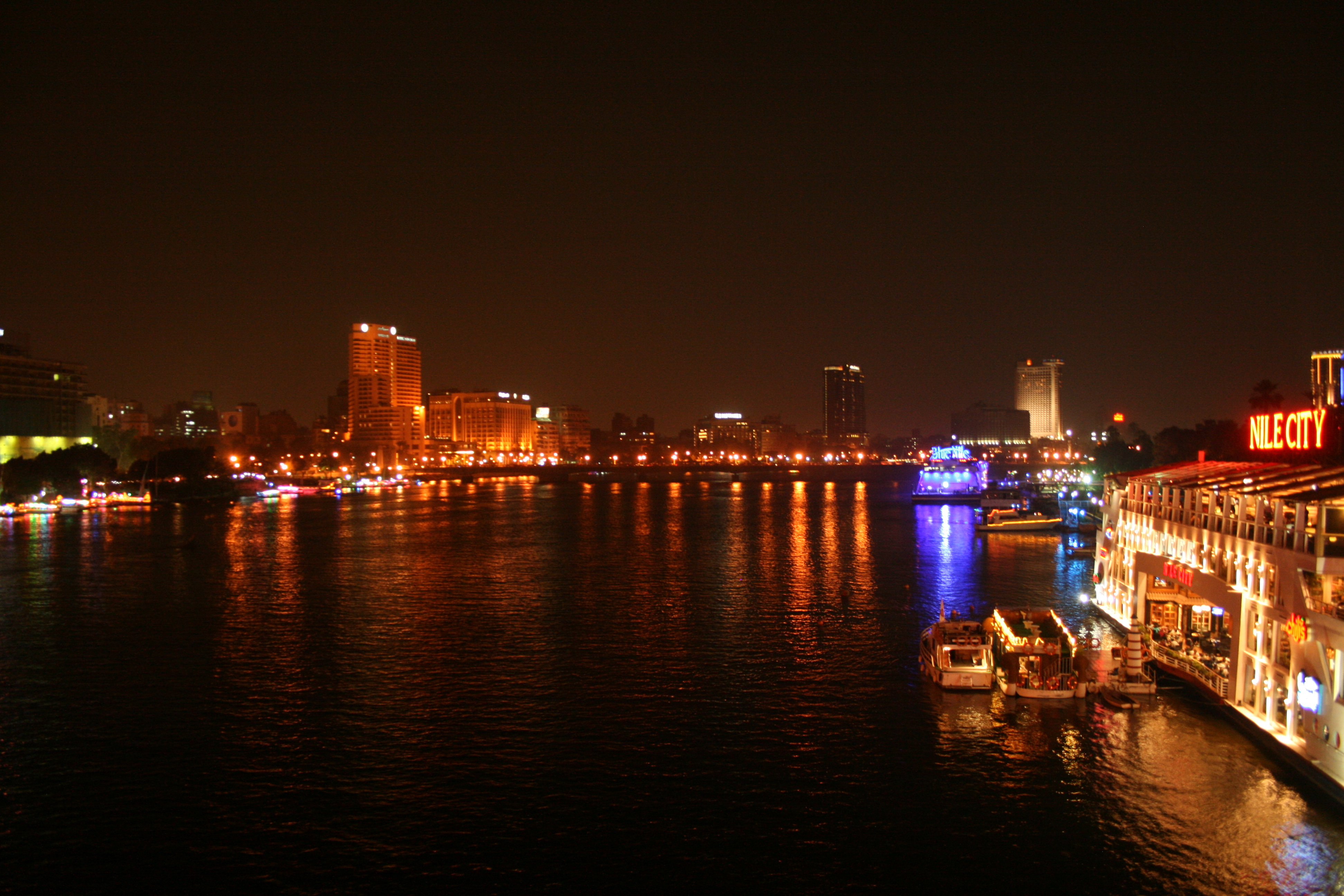
El Caire capital d'Egipte.

Bandera d'Egipte.

És el país que més dèbil es mostra vers el creixement econòmic. Una de les causes possibles pot ser la interrupció del seu creixement amb els conflictes polítics actuals, canviant l'estructura política completament dels darrers trenta anys sota el govern del dirigent Hosni Mubarak. 
Fins a la data de l'inici d'aquestes revoltes, a les quals l'economia s'haurà d'adaptar, l'economia d'Egipte havia crescut notablement, fins a l'extrem de passar a formar part de les CIVETS. No obstant, a causa de la davallada econòmica en l'últim any s'ha obert un debat sobre si Egipte hauria de seguir pertanyent a aquest grup o no, amb molts experts argumentant que aquesta caiguda en el seu creixement hauria de ser motiu de la sortida del grup de les CIVETS.

De totes maneres, fins recentment, Egipte havia mostrat un sòlid creixement. Basant-nos en dades del FMI del 2007, el creixement anual del seu PIB havia sigut d'un 7,1%, el més alt registrat en els seus últims anys.

### Turquia

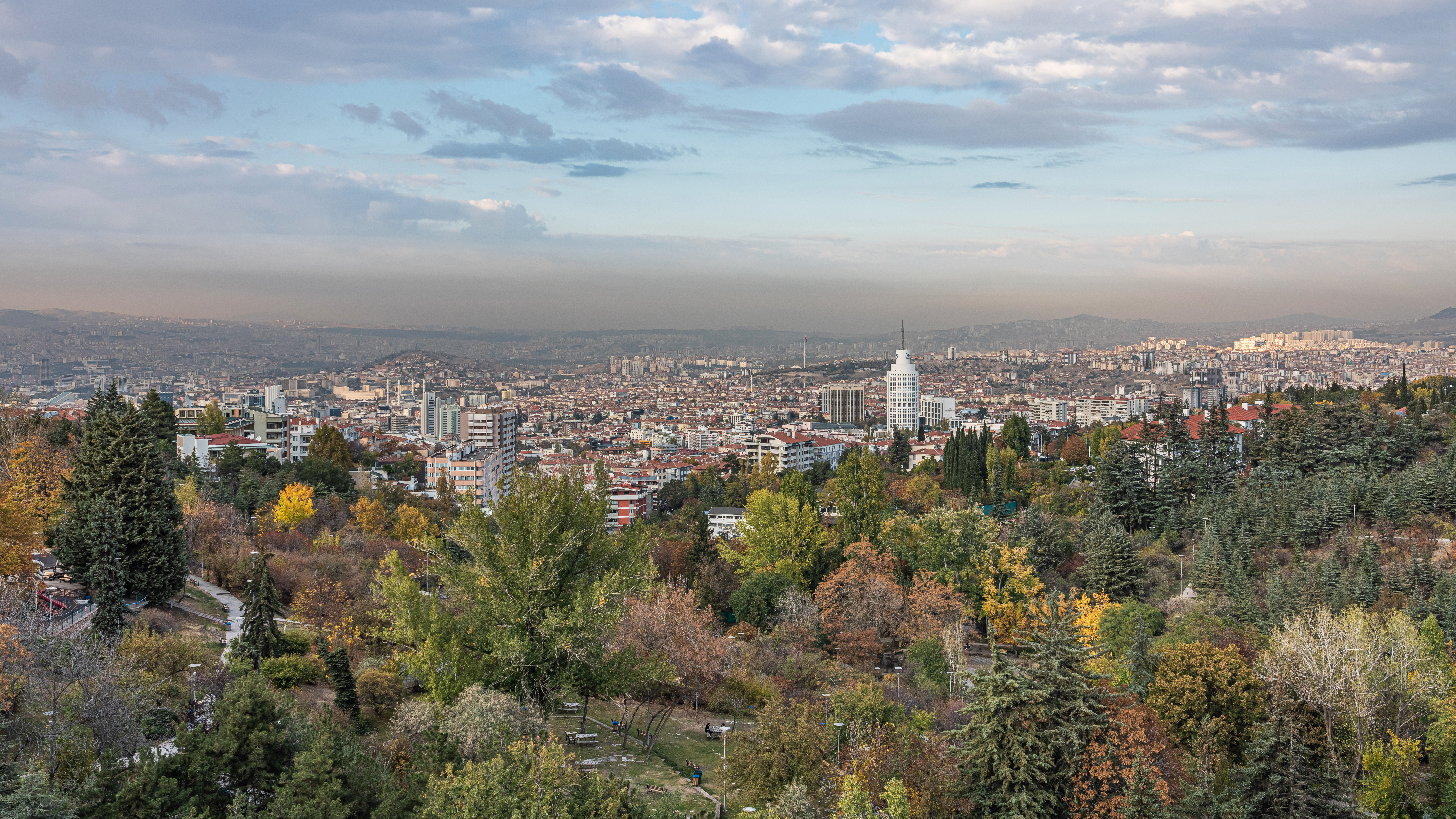
Ankara capital de Turquia.

Bandera de Turquia.

És el país emergent més desenvolupat del grup de les CIVETS. Podem observar-hi un excel·lent creixement econòmic continu durant els últims vuit anys. Han combinat una estratègia macroeconòmica, unes bones polítiques fiscals i unes importants remodelacions estructurals. Des de l'obertura del seu procés d'admissió de Turquia a la Unió Europea l'any 2004, ha integrat l'economia turca dins del mercat globalitzat, allunyant-lo de l'estereotip d'un país amb poca economia i tancat.
Així doncs, a conseqüència del seu creixement ha propiciat un incentiu en el seu comerç exterior i al final de 2011 el país havia arribat a 135.000 milions de dòlars d'exportacions, contrastant amb els 36.000 milions del 2002.
A més a més, un gran atractiu de Turquia és el seu turisme, sobretot la seva major ciutat, Istanbul amb llocs molt atractius per visitar i la seva capital comercial, Ankara. Com a xifres representatives del turisme podem observar que han passat 8.500 milions de dòlars el 2002 als 23.000 milions de dòlars el 2011.

### Sud-àfrica

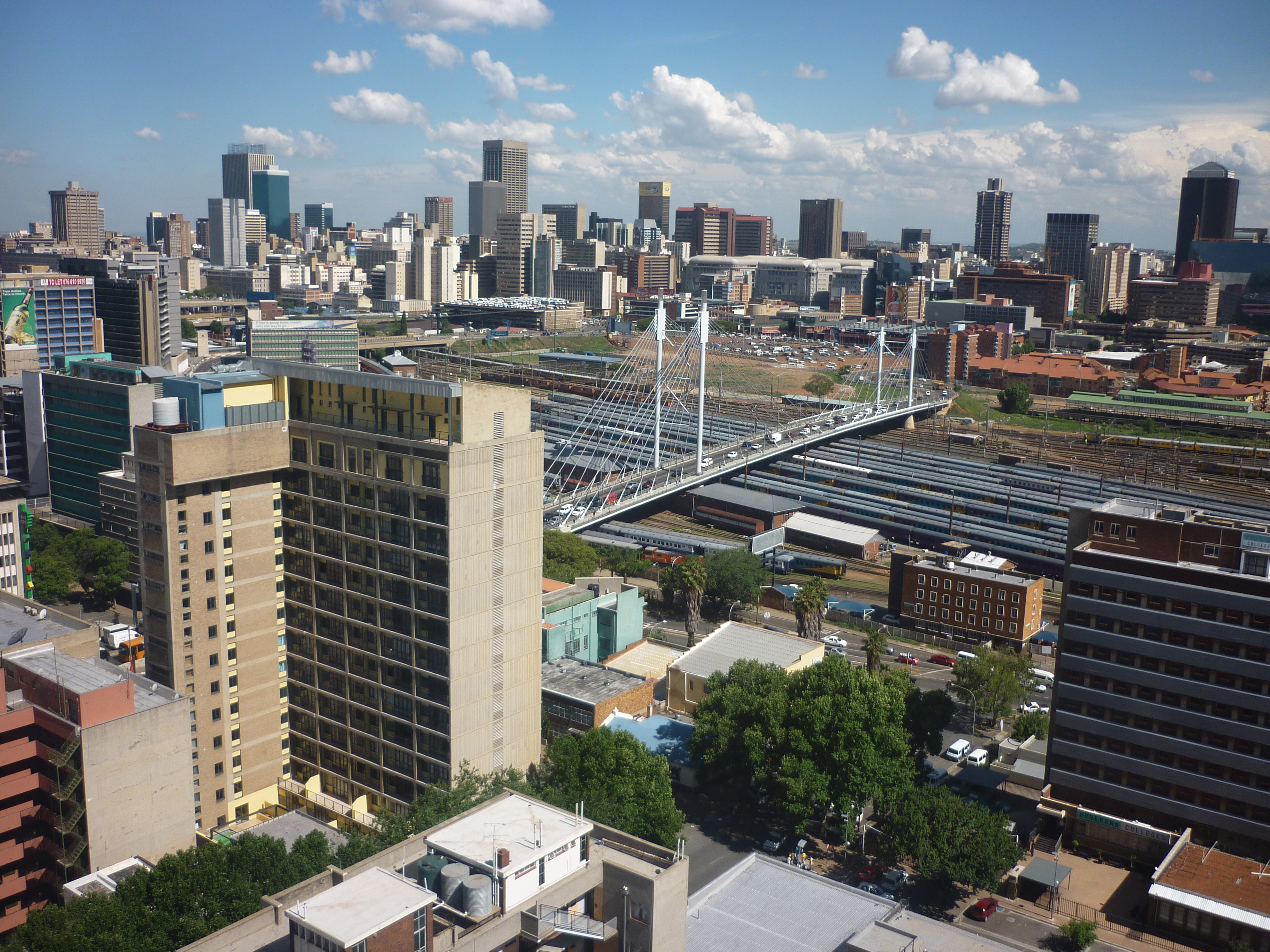
Johannesburg capital econòmica deSud-àfrica.

Bandera de Sud-àfrica.

Sud-àfrica ha evolucionat de tal manera que ha aconseguit posicionar-se en aquest acrònim de països de creixement econòmic, aporta la quarta part de la riquesa total del continent africà.
Malauradament, d'aquesta evolució econòmica en gran part només se'n beneficia la majoria blanca. No obstant, des del fi de l'apartheid, política de segregació racial estricta entre gent de pell blanca i de pell negra practicada a Sud-àfrica des de l'any 1949 fins a la dècada dels 1990, l'economia del país ha millorat molt. Johannesburg, la capital, s'ha convertit en un lloc d'indústria renovat, modern i dinàmic i té fàbriques per tractar l'or, del qual el país n'és una bona font i té moltes infraestructures que afavoreixen el transport.
La seva indústria està molt desenvolupada igual que el sector terciari.
El seu creixement econòmic es basa en el seu transport marítim de mercaderies, ja que la seva situació és molt estratègica. Importa fonamental béns d'equip i exporta productes minerals i productes manufacturats.

## Informació econòmica
| Països CIVETS | Increment PIB 2011 | PIB per capita (PPP Milers de US dòlars) 2011 | PIB total (US dòlars)2011 | Inflació anual (%) 2011 |  |
| ------------- | ------------------ | --------------------------------------------- | ------------------------- | ----------------------- |  |
| Colòmbia      | 5,9%               | 7,1                                           | 331,654,672,814           | 3,4%                    |  |
| Indonèsia     | 6,5%               | 3,5                                           | 846,832,283,153           | 5,4%                    |  |
| Vietnam       | 5,9%               | 1,4                                           | 123,960,665,229           | 18,7%                   |  |
| Egipte        | 1,8%               | 2,8                                           | 229,530,568,260           | 10,1%                   |  |
| Turquia       | 8,5%               | 10,5                                          | 773,091,360,340           | 6,5%                    |  |
| Sud-àfrica    | 3,1%               | 8,1                                           | 408,236,752,338           | 5%                      |  |